# Сања Ожеговић
Сања Ожеговић (Загреб, 15. јун 1959) некадашња је југословенска кошаркашица.

## Каријера
Рођена је у Загребу 15. јуна 1959. године. Играла је у каријери за Монтинг Загреб, који је мењао имена неколико пута (Монтомонтажа и Индустромонтажа). Са екипом је освојила три титуле првака Југославије и четири национална купа. У сезони 1979/80. освојила је европски трофеј Куп Лилијане Ронкети. За клуб је одиграла 348 прволигашких утакмица.
Учествовала је на Летњим олимпијским играма 1980, када су југословенске кошаркашице заузеле треће место. Поред медаље на олимпијским играма, са репрезентацијом Југославије освојила је још једну бронзану медаљу на Европском првенству одржаном у Бањалуци 1980. године. Представљала је Југославију и на Олимпијским играма у Лос Анђелесу 1984. године (6. место).
Удата је за бившег рукометаша Зорана Гопца.

## Успеси

### Репрезентативни
- Бронзане медаље

Олимпијске игре 1980. Москва
Европско првенство 1980. Бања Лука